# Combattimento di Gavi (1799)
Il combattimento di Gavi avvenne la mattina del 17 agosto 1799 durante la campagna italiana di Suvorov della guerra della Seconda coalizione, con l'inseguimento dell'esercito francese sconfitto dopo la prima battaglia di Novi da parte dell'avanguardia russa del generale Andrei Rosenberg, sotto il comando di Maksim Rebinder.

## Svolgimento
Prima di raggiungere Gavi, i cacciatori russi di Kashkin superarono la retroguardia francese in una posizione forte tra due montagne. Seguendo i cacciatori, Rebinder fece avanzare il suo reggimento e il battaglione di Foertsch. Dopo una breve scaramuccia, i russi colpirono con le baionette e cacciarono i francesi dalle loro posizioni e li inseguirono senza dar loro tregua. Diverse centinaia di repubblicani si sdraiarono sul posto; fino a 130 furono catturati dai russi. Da parte russa le perdite non superarono i 5 morti e i 17 feriti.
Ma qui l'avanguardia russa ricevette l'ordine di fermarsi e di inviare alcune truppe di fanteria leggera all'inseguimento dei francesi. La retroguardia francese resistette a Gavi.